# Vue du parc Tempōzan à Naniwa
Les deux estampes ukiyo-e composant la Vue du parc Tempōzan à Naniwa sont la moitié d'un tétraptyque de l'artiste Gochōtei Sadamasu (fl. c.1832-52). Elles représentent une foule visitant la colline Tenpō au printemps pour admirer sa beauté naturelle. Les panneaux appartiennent à la collection permanente d'art du Japon du Musée royal de l'Ontario au Canada.

## Détails de l'estampe
- Support : kamigata nishiki-e (上方錦絵?) estampe; encre et couleur sur papier
- Taille : chūban
- Format : tate-e, premier et deuxième panneaux d'un tétraptyque
- Genre : fūkeiga
- Titre japonais : Naniwa Tempōzan fūkei (浪花天保山風景?)
- Titre de l'exposition : Vue du parc Tempōzan à Naniwa
- Inscription : aucune
- Signature: Utagawa Sadamasu ga (歌川貞升画?) dans un cartouche rectangulaire

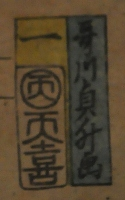
à droite: Utagawa Sadamasu ga/à gauche: ichi (1)/ Tenki

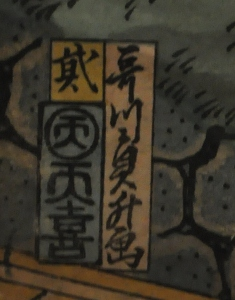
à droite: Utagawa Sadamasu ga/à gauche: ni (2)/Tenki

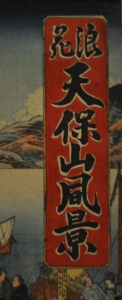
Naniwa/ Tempozan fukei

- Marque de l'éditeur : 天喜 (Tenki)
- Sceau de l'éditeur : 天 (Tenki)
- Sceau du censeur : aucun
- Sceau de date : aucun
- Crédit : aucun

### L'artiste
Gochōtei Sadamasu (五蝶亭貞升) (n.d.) est un important producteur d'estampes ukiyo-e installé à Osaka durant la première moitié du XIXe siècle. On ne sait pas grand-chose de sa vie si ce n'est qu'il a étudié auprès d'Utagawa Kunisada à Edo (moderne Tokyo). Ce n'est pas un artiste professionnel mais un propriétaire terrien aisé, qui utilise sa richesse pour soutenir d'autres peintres d'Osaka directement et par l'ouverture d'une école de dessin d'estampes. Sadamasu est habituellement connu sous le nom Utagawa Kunimasu (歌川 国升), nom qu'il adopte officiellement en 1848.

### Éditeur
Les deux panneaux portent les marques associées à l'éditeur Tenki. Le sceau est une version stylisée du caractère 天 (« dix ») contenu dans un cercle. Cela apparaît directement au-dessus des caractères complets pour Tenki (天喜). Opérant sous le nom commercial Kinkadō (金華堂), Tenki, ou Tenmaya Kihei (天満屋喜兵衛) comme elle est également connue, est une maison d'édition active de 1816 jusque dans les années 1850. Andreas Marks, spécialiste de l'ukiyo-e, note que la version du sceau qui apparaît dans la  Vue du parc Tempōzan à Naniwa est utilisée par Tenki sur les impressions de 1826 à 1838.

### Medium
Comme Sadamasu est natif d'Osaka où il a fait l'essentiel de sa carrière, ses productions appartiennent au genre appelé kamigata-e (上方絵). Ce terme est employé pour distinguer les estampes réalisées à Kyoto et Osaka— région alors appelée Kamigata— de celles produites à Edo. Ayant pris de l'importance environ un siècle après l'apparition de l'ukiyo-e à Edo, le genre kamigata-e est principalement consacré au kabuki-e, images d'acteurs du kabuki, sur et hors scène. Une autre caractéristique qui distingue les kamigata-e est le fait qu'elles sont produites pour l'essentiel non par des artistes professionnels de studio mais sont presque entièrement le travail d'amateurs « fans talentueux de kabuki » désirant faire la promotion de leurs héros.

### Genre
Sur le cartouche rectangulaire rouge qui occupe le coin supérieur droit du premier panneau est écrit : Naniwa/ Tempōzan fūkei. Ce titre identifie clairement la série du tétratriptyque comme appartenant au genre paysager des estampes ukiyo-e connu sous le nom fūkeiga.
Dans les premières années de l'ukiyo-e, les paysages ne sont pas un thème populaire mais un genre « beaucoup moins dominant » que les images d'acteurs, de belles femmes ou de scènes de la vie quotidienne. Dans les premières estampes de l'histoire de l'ukiyo-e, le paysage est un « accessoire » ou toile de fond du contenu humain de l'image. Comme le remarque l'historien de l'art Tadashi Kobayashi, « les paysages des estampes ukiyo-e, par leur nature même, reflètent généralement la conception de l'artiste des environnements naturels comme scène sur laquelle des actions humaines sont représentées ». Cela est évident dans ces deux estampes de Sadamasu où le paysage fournit l'impulsion et la scène de l'action humaine qui domine l'image.
À la fin de la première moitié du XIXe siècle, les paysages ont « éclipsé » le bijin-ga, le shun-ga et le kabuki-e comme thème principal de l'ukiyo-e. En partie en raison de l'influence croissante de l'art occidental, le paysage est devenu un thème pictural en soi tel que Hiroshige l'a lui-même défini au milieu des années 1830 en tant que producteur d'estampes de paysage.

### Format
Les estampes sont des feuilles imprimées verticales (tate-e) et représentent les premier et deuxième panneaux d'un tétraptyque. Comme le japonais de l'époque d'Edo se lit de droite à gauche, elles représentent les deux panneaux de droite de l'ensemble de quatre panneaux. Elles sont numérotées avec les caractères kanji 一 (1) et 貳 (2) à l'encre noire dans les carrés jaunes au sommet de la colonne de gauche du sceau rectangulaire et des cartouches de la signature.

### Dimensions
Chacune des deux feuilles est découpée à la taille ōban (大判) qui mesure généralement environ 39 × 27 cm, format le plus courant pour les estampes ukiyo-e en couleur après 1780, en particulier parmi les imprimeurs d'Edo. Cette taille est remplacée pour les kamigata-e par le format plus petit chūban (中判) — environ 18 × 25 cm — à partir de 1847, en grande partie en raison de la promotion par Sadamasu de la taille plus petite parmi les artistes locaux.

### Sujet
Les estampes représentent une scène de foule visitant le parc de Tempōzan à Naniwa, l'ancien nom de l'actuelle Osaka. Tempōzan — littéralement montagne Tenpō — est une colline artificielle d'environ 20 m de haut créée en 1831 (2e année de l'ère Tenpō) par l'accumulation des terres résultant du dragage de la proche Aji-gawa entrepris pour permettre aux grands navires un accès plus facile à Osaka et prévenir les inondations. Le monticule sert également de marqueur pour les navires ce qui lui vaut son surnom de « montagne repère » mejirushi yama (目印山) parmi les marins locaux.
Après que des pins et des cerisiers ont été plantés sur ses pentes, le Tempōzan attire un nombre toujours croissant de visiteurs, en particulier au printemps lorsqu'il est de coutume de participer au o-hanami (お花見), l'observation des cerisiers en fleurs. Comme la colline se développe en tant que lieu de loisir populaire, des maisons de thé kakechaya (掛茶屋) et des cafés se créent pour servir les foules. L'estampe de Sadamasu offre une vue panoramique du Tempōzan bondé de visiteurs qui prennent part au o-hanami. La montagne est entourée par un mur de pierre et délimitée de l'autre côté par la baie et le port. La scène est animée, remplie de personnes que Sadamasu dépeint en détail. Les personnages représentés se répartissent en divers rangs et classes sociales dont des courtisanes et des geisha, des samouraï, des serviteurs, des vendeurs à la sauvette et des chōnin. Elle fournit un exemple graphique de ce que Calza décrit comme « la vie et le tourbillon mondain » de l'époque d'Edo.

## Autres copies
- Une copie du tétratryptique complet de Tempōzan par Sadamasu est conservée dans la collection des archives préfectorales d'Osaka[20].
- Une autre version du tétratryptique en exposition permanente est la copie à grande échelle en mosaïque murale de l’œuvre complète dans le parc Tempōzan à Osaka[21].

## Autres œuvres associées au Tempōzan
- « Nuit de pleine lune au Pont Suehiro » [天保山末廣橋月夜] (années 1830) de la série « Lieux réputés de Naniwa (Osaka), Aperçus de Tempōzan » [浪花名所天保山景勝一覧] de Yashima Gakutei[22].
- « Le Tempōzan à l'embouchure de l'Aji-gawa dans la province de Settsu » [摂州阿治川口天保山] (1827–30) de la série « Vues remarquables de ponts dans divers provinces » [諸国名橋奇覧] par Katsushika Hokusai
- Osaka Tempōzan [大坂天保山] (1859) de la série « Cent vues d'endroit fameux dans les provinces » [諸国名所百景] par Utagawa Hiroshige II[23].
- « Tempête dans le port de Tempōzan » [大阪天保山夕立の景] (1834) de la série « Vues plaisantes du Tempōzan à Osaka » [天保山勝景一覧] de Yashima Gakutei[24].